# Burgess-pala

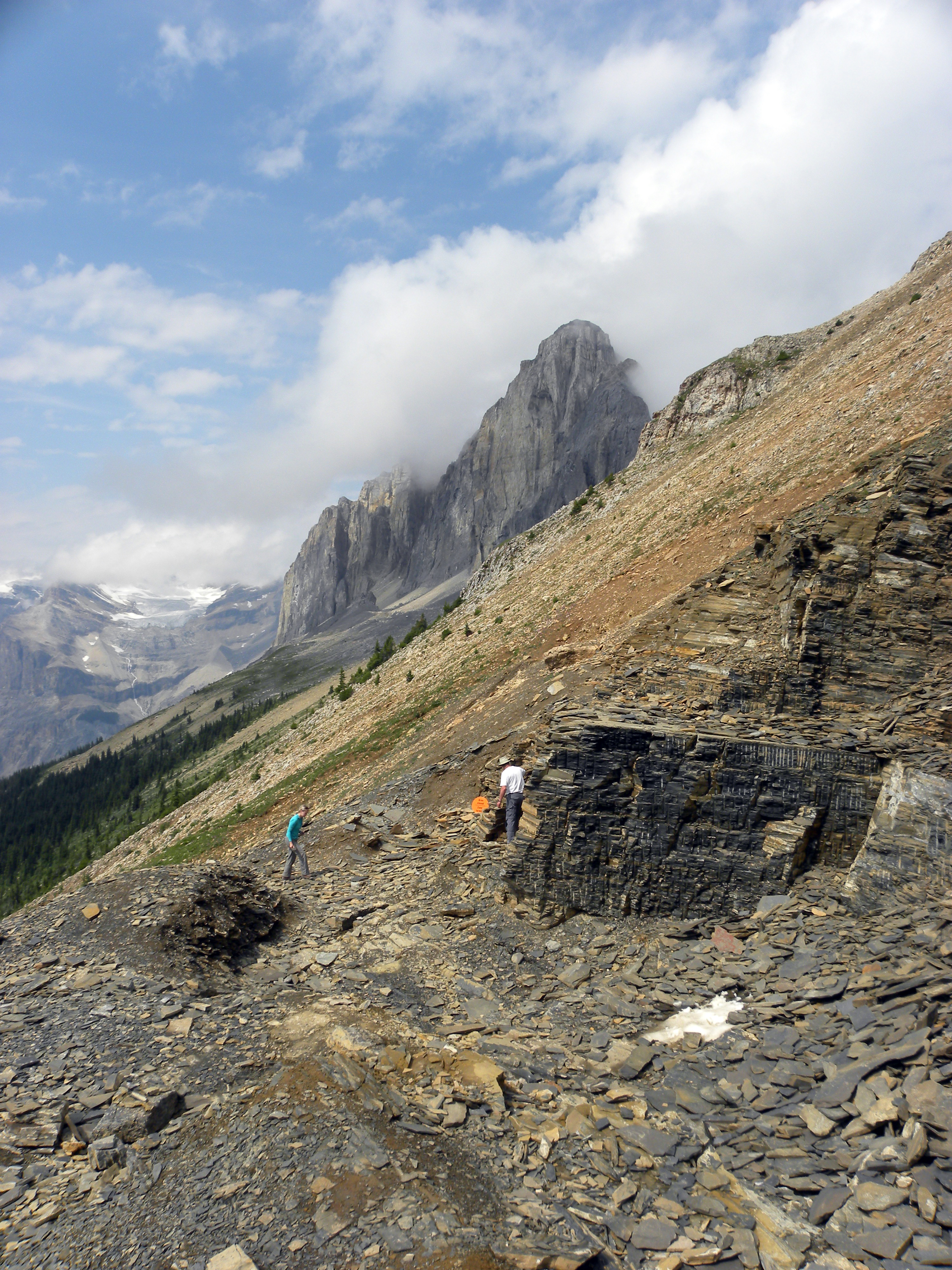
A Burgess-pala a Sziklás-hegységben

A Burgess-pala a Sziklás-hegység kanadai részén Field városának közelében található a Yoho Nemzeti Parkban. Híressé a benne megőrződött fosszíliák tették. Charles Doolittle Walcott amerikai geológus 1909-ben véletlenül talált rá az érdekes ősmaradvány-lelőhelyre, ami csak jóval később vált igazán jelentőssé.
Walcott nem csupán begyűjtötte a fosszíliákat, hanem besorolni is megpróbálta őket a mai rendszertani csoportokba. Ezért sokáig nem is figyelt fel rá senki, mígnem 1962-ben újravizsgálták a gyűjteményt, és rájöttek: lehet, hogy a talált fajok nem rokoníthatóak a modern élővilággal. Az úgynevezett „cambridge-i csoport”, Harry Blackmore Whittington paleontológus, trilobita-szakértő a Cambridge-i Egyetem professzora és az egyetem két hallgatója, Derek Briggs és Simon Conway Morris további leleteket gyűjtött. Már a kutatások kezdetén, amint az eredeti lelőhely fölött 20 méterrel újabb rétegeket tártak fel, kiderült, hogy a fosszilis fauna sokkal gazdagabb, mint amilyennek Walcott leírta.
A Burgess-pala faunáját Stephen Jay Gould 1989-ben megjelent könyve, a Wonderful Life: The Burgess Shale and the Nature of History (Csodálatos élet) helyezte újra a figyelem középpontjába. Gould Conway Morrissal ellentétben e fosszíliákat önálló, a kambrium végére kihalt törzsekbe sorolta. Gould nézetét leginkább azért vitatják, mert álláspontja szerint a kambriumi állattörzsek diverzitása szerteágazóbb volt a maiakénál. Ez a törzsfa „feje tetejére állítása”, vagyis inkább „gyökereztetése” Morrist is írásra sarkallta: 1998-ban jelent meg The Crucible of Creation: The Burgess Shale and the Rise of Animals (A teremtés olvasztótégelye: A Burgess-pala és az állatok felemelkedése) c. könyve.
A Burgess-pala faunája evolúciós szempontból zsákutcának tekinthető, ám az ősmaradvány-együttes kiválóan reprezentálja a kambriumi robbanást. Nemcsak a szilárd vázak lenyomatai maradtak fenn, de a lágy részekéi is. Láthatjuk, hogy a kambriumban rendkívül változatos és a maitól teljesen eltérő élővilág népesítette be a Földet.

## Földtani jellemzők
A kövületet hordozó lerakódások a Stephen-formációhoz kötődnek. Ez egy meszes, sötét, kb. 508 millió éves lerakódás iszapkövekből.  A kövületágy egy kb. 160 méter magas szirt tövében, a viharhullámok által már nem megzavart mélységben alakult ki. Ez a szirt valószínűleg a Burgess-pala előtt nem sokkal alakult ki, a Katedrális-formáció részét képező meszes zátonyok részeként. A pontos mechanizmus nem ismert, a kutatások azt valószínűsítik, hogy a zátony egy része vált le és süllyedt el, közben az eredeti helyéről néhány kilométer távolságra került. A zátony alatti vetők újraaktiválódása miatt a pala 509 millió éve felbomlott. A megmaradt merev szikla megvédte a palát, mivel a Katedrális-formáció mészköve a tektonikus nyomásnak jól ellenáll. Ez jól magyarázza, hogy a távolabbi lelőhelyekkel miért nehéz dolgozni, itt ugyanis a lerakódások nincsenek védve, így a nyomás hatására függőlegesen hasadnak a kövületekre. A Walcott-kőbánya e védelem révén aztán igen változatos leleteket őrzött meg, lényegében a kambriumi szikla legszéléig fel van tárva.
Eredetileg a Burgess-palát anoxikus kialakulásúnak vélték, de a mostani bizonyítékok szerint az oxigén folyamatosan jelenvolt a létrejöttekor. Ennek oka, hogy korábbi vélekedések szerint az anoxikus környezet védi meg az elhalt szervezeteket a pusztulástól, illetve a lágy részeket képes megőrizni. Ezen túl csökkentette a beásó élőlények arányát – ásások és fúrásnyomok találhatóak az üledékben a lágy szövetek mellett, de az ilyenek ritkák és általában korlátozottan függőleges kiterjedésűek. Alternatív hipotézisként felmerült a sóoldat szivárgása is.

## A Burgess-pala faunája
Úgy tűnik, hogy a Burgess-pala tipikus közép-kambriumi üledék.Bár a kemény részekkel rendelkező állatok maradványai mindössze a fosszíliák 14%-át teszik ki, ez más kambriumi helyszíneken is így van, így feltehetőleg ez az arány a korabeli élővilágra jellemző érték. Nincs okunk feltételezni, hogy a kemény testrészek nélküliség bármilyen tekintetben is kivételesnek számítana, sőt, ezek megjelennek más korokban és lagerstättekben.
A bióta számos élőlényből áll. A szabadon úszó (nektonikus) alakok ritkák, a szervezetek nagy része fenéklakó (bentikus) – vagy szabadon mozgó, vagy helytülő. Az organizmusok közel kétharmad része az iszapos fenék szerves anyagát fogyasztotta, harmada pedig a vízből szűrte ki a táplálékát. A szervezetek kevesebb, mint tizede volt ragadozó vagy dögevő, de ezek az organizmusok nagyobb testűek voltak, a teljes biomassza egyenlően oszlott meg a szűrögető, üledékevő, ragadozó és dögevő formák között.
Sok egyed a ma ismert állattörzsek szárcsoportjába tartozik, de találunk koronacsoportba tartozó példányokat is.

## Fordítás
- Ez a szócikk részben vagy egészben  a   Burgess Shale című angol Wikipédia-szócikk fordításán alapul.  Az eredeti cikk szerkesztőit annak laptörténete sorolja fel. Ez a jelzés csupán a megfogalmazás eredetét és a szerzői jogokat jelzi, nem szolgál a cikkben szereplő információk forrásmegjelöléseként.